# Ennetmoos
Ennetmoos ist eine politische Gemeinde des Kantons Nidwalden in der Schweiz.

## Geographie
Zur Gemeinde Ennetmoos gehören das Neubaugebiet Gotthardli Richtung Stans, die Weiler St. Jakob, Rohren, Allweg/Grueb, Rotzloch, Rütli und Vorsäss, der Mueterschwanderberg, ein Teil der Nord- und Westflanke des Stanserhorns und Anteile am Vierwaldstättersee. Die früher umfangreichen Feuchtgebiete wurden in der Zeit des Zweiten Weltkriegs trockengelegt (Nutzung von Torf als Brennstoff an Stelle der Kohle).
Vom gesamten Gemeindegebiet sind nur 5,7 % Siedlungsfläche. Einen grossen Teil des Gemeindeareals bedecken mit 43,9 % Anteil Gehölz und Wald. Eine noch grössere Fläche von 47,9 % wird landwirtschaftlich genutzt. 2,4 % sind unproduktive Flächen.

Historisches Luftbild aus 2000 m von Walter Mittelholzer von 1925

## Geschichte
Archäologische Funde weisen auf eine frühe Begehung und Besiedlung hin (Steinbeil 4000–3300 v. Chr./Drachenloch, Rotzberg 1800–800 v. Chr.).
Für das 11. Jahrhundert sind erste (Holz-)Bauten auf Rotzberg nachgewiesen, später folgte eine Burganlage, die heute als Burgruine Rotzberg zu besichtigen ist. Im Urbar des Klosters Muri und des Klosters Engelberg sind Güter im Gemeindegebiet erwähnt (um 1150 und 1190).
1389 wird der Ort erstmals als Ürte Ennetmoos erwähnt.
Im Jahr 1798 war Ennetmoos Schlachtfeld im Krieg der französischen Armee gegen Nidwalden, wobei die Kapellen St. Jakob, St. Leonhard (erbaut 1616, 1717) und St. Magnus (erbaut 1672) sowie zahlreiche Wohnhäuser und Ställe zerstört wurden. Die Kirchen wurden zu Beginn des 19. Jahrhunderts wieder aufgebaut.
1941–1943 erfolgte die Melioration der Drachenried-Ebene, die noch 1919 als Stausee in Erwägung gezogen worden war, 1946–1947 eine Güterzusammenlegung.
Der Kanton Nidwalden errichtete in den 1960er-Jahren eine Deponie im Cholwald, um die Siedlungsabfälle aus dem ganzen Kanton zu entsorgen. Aufgrund des nationalen Deponierungsverbots für derartige Abfälle ab 2000, werden diese inzwischen einer Kehrichtverbrennungsanlage zugeführt.

## Bevölkerung

### Bevölkerungsentwicklung
Die Einwohnerzahl wuchs in der zweiten Hälfte des 19. Jahrhunderts trotz eines hohen Geburtenüberschusses nicht. Abwanderung in mehr industrialisierte Gemeinden war der Hauptgrund dafür. Zwischen 1900 und 1970 gab es zwar einen steten Anstieg der Einwohnerschaft (1900–1970: +41,5 %), aber in einem mässigen Tempo. Seit 1970 wuchs die Bevölkerung dann rasant an. Innerhalb von weniger als vierzig Jahren verdoppelte sie sich (1970–2010: +110,3 %). Seit 2010 wächst die Einwohnerzahl nur noch wenig. Grund für das rasante Bevölkerungswachstum waren die Verbesserung des Angebots des Öffentlichen Verkehrs und vor allem der Bau der A2. Die Gemeinde wurde wegen ihrer Nähe zum Nidwaldner Hauptort Stans und der günstigen Baulandpreise auch für Pendler attraktiv.
Bevölkerungsentwicklung von Ennetmoos seit 1850 Quelle: Volkszählungen (1850–2000 Eidgenössische), Bundesamt für Statistik (ab 2010)

### Sprachen
Die Bevölkerung spricht eine hochalemannische Mundart. Nidwaldnerdeutsch wird noch häufig gesprochen. Fast die gesamte Einwohnerschaft spricht als tägliche Umgangssprache deutsch. Bei der letzten Volkszählung im Jahr 2000 gaben 94,8 % Deutsch, 1,4 % Serbokroatisch und 1,1 % Italienisch als Hauptsprache an.

### Religionen – Konfessionen
Die Bevölkerung war früher vollumfänglich Mitglied der Römisch-Katholischen Kirche. Die Konfessionsverhältnisse im Jahr 2000 waren wie folgt: 1'458 Personen waren katholisch (77,76 %), daneben gab es 11,63 % protestantische und 0,53 % andere Christen, 2,19 % Muslime und 5,12 % Konfessionslose; 50 Personen (2,67 %) machten keine Angaben zu ihrem Glaubensbekenntnis. Die Entkirchlichung und die starke Zuwanderung aus anderen Gemeinden und dem Ausland hat in Ennetmoos zu einem raschen Anstieg anderer Bekenntnisgruppen geführt.

### Herkunft – Nationalität
Von den 2287 Bewohnern Ende 2021 waren 2073 (90,64 %) Schweizer Staatsangehörige. Die Zugewanderten stammen mehrheitlich aus Mitteleuropa (Deutschland 69 Personen), aus Südeuropa (Italien 22 und Portugal 20 Personen), der Türkei (16 Personen), Syrien (10 Personen), Sri Lanka (8 Personen) und der Ukraine (7 Personen). Bei der Volkszählung 2000 waren 1756 Personen (93,07 %) Schweizer Bürger; davon besassen 56 Personen eine doppelte Staatsbürgerschaft.

### Altersstruktur
Die Gemeinde zählt einen hohen Anteil an Leuten im mittleren Alter. Während der Anteil der Personen unter zwanzig Jahren 21,21 % der Ortsbevölkerung ausmacht, sind 16,22 % Senioren (65 Jahre und älter). Die grösste Altersgruppe stellen mittlerweile die Personen zwischen 45 und 59 Jahren. Im Jahr 2000 war es noch die Altersgruppe von 30 bis 44 Jahren. Grund dafür ist die Alterung der Generation der Babyboomer (Jahrgänge bis 1965). Auf 100 Leute im arbeitsfähigen Alter (20–64 Jahre; 1431 Personen) entfallen 34 Junge (485 Personen) und 26 Menschen (371 Personen) im Pensionsalter.
Die aktuelle Altersverteilung zeigt folgende Tabelle:
| Alter                                                             | 0–6 Jahre | 7–15 Jahre | 16–19 Jahre | 20–29 Jahre | 30–44 Jahre | 45–59 Jahre | 60–79 Jahre | 80 Jahre und mehr | Einwohner |
| Anzahl                                                            | 197       | 213        | 75          | 268         | 443         | 571         | 445         | 75                | 2287      |
| Anteil                                                            | 8,61 %    | 9,31 %     | 3,28 %      | 11,72 %     | 19,37 %     | 24,97 %     | 19,46 %     | 3,28 %            | 100 %     |
| Quelle: Bundesamt für Statistik, Bevölkerung nach Alter Ende 2021 |           |            |             |             |             |             |             |                   |           |

Die Alterung nimmt zu. Dies beweist der Vergleich mit dem Jahr 2000. Bei der letzten Volkszählung im Jahr 2000 ergab sich folgende Altersstruktur:
| Alter  | 0–6 Jahre | 7–15 Jahre | 16–19 Jahre | 20–29 Jahre | 30–44 Jahre | 45–59 Jahre | 60–79 Jahre | 80 Jahre und mehr | Einwohner |
| Anzahl | 185       | 236        | 121         | 242         | 490         | 361         | 209         | 31                | 1875      |
| Anteil | 9,87 %    | 12,59 %    | 6,45 %      | 12,91 %     | 26,13 %     | 19,25 %     | 11,15 %     | 1,65 %            | 100 %     |

## Wirtschaft
Ursprünglich dominierte in Ennetmoos die Viehzucht. Vom 16. Jahrhundert an siedelte sich am Unterlauf des Mälbachs eine vielfältige Industrie an (Kornmühle, Ölpresse, Eisenverarbeitung, Papier, Gips), die sich bis ins 19. Jahrhundert hielt.
In Ennetmoos ist die Arbeitslosigkeit tief; die Sozialhilfequote betrug 2019 0,68 %. Im Jahr 2020 waren von 760 Beschäftigten 536 männlich und 224 weiblich. Eine relative Mehrheit der Beschäftigten arbeitete 2020 in Dienstleistungsunternehmen (Sektor 3). Danach folgte der Bereich Industrie und Gewerbe (Sektor 2). Der lange Zeit dominierende Bereich Landwirtschaft/Forstwirtschaft/Fischerei (Sektor 1) ist immer noch von Bedeutung. Die Zahlen für die drei Sektoren sehen wie folgt aus:
| | 1. Sektor | 1. Sektor    | 1. Sektor         | 2. Sektor | 2. Sektor    | 2. Sektor         | 3. Sektor | 3. Sektor    | 3. Sektor         | Total    | Total        | Total             |
| | Betriebe  | Beschäftigte | Vollzeit- stellen | Betriebe  | Beschäftigte | Vollzeit- stellen | Betriebe  | Beschäftigte | Vollzeit- stellen | Betriebe | Beschäftigte | Vollzeit- stellen |
| Anzahl | 55        | 145          | 94                | 33        | 303          | 271               | 78        | 312          | 236               | 166      | 760          | 601               |
| Anteil | 33,13 %   | 19,08 %      | 15,64 %           | 19,88 %   | 39,87 %      | 45,09 %           | 46,99 %   | 41,05 %      | 39,27 %           | 100 %    | 100 %        | 100 %             |
| Quelle: Bundesamt für Statistik; Statistik der Unternehmensstruktur STATENT, Arbeitsstätten und Beschäftigte nach Gemeinde und Wirtschaftssektoren |           |              |                   |           |              |                   |           |              |                   |          |              |                   |

Im Jahr 2000 gab es 481 Erwerbstätige in Ennetmoos. Davon waren 265 (55,09 %) Einheimische und 216 Zupendelnde. Die Zupendelnden kamen vorwiegend aus der Region; nämlich aus  Stans (19,9 %), Stansstad (9,7 %), Ennetbürgen (9,3 %), Wolfenschiessen (6,0 %), Buochs und Hergiswil (je 5,6 %), Oberdorf (5,1 %) und Sarnen (4,6 %). Im gleichen Jahr waren 1'047 Menschen aus Ennetmoos erwerbstätig. Somit arbeiteten 782 Personen in anderen Gemeinden. In den Nidwaldner Hauptort Stans pendelten 275 Personen(=35,2 % aller Wegpendelnden), in die Stadt Luzern 98 Personen (12,5 %), nach Stansstad 46 Personen (5,9 %), nach Sarnen 41 Personen (5,2 %), nach Kriens 35 Personen (4,5 %), nach Hergiswil 28 Personen (3,6 %) und nach Buochs 23 Personen (2,9 %). Somit pendelt fast die Hälfte der Leute innerhalb der Agglomeration Stans (Stans, Buochs, Stansstad etc.), eine starke Minderheit in die Agglomeration Luzern (Stadt Luzern, Kriens, Hergiswil etc.) und eine kleinere Minderheit in die Agglomeration Sarnen.

## Kultur
Das Allweg-Schwinget, ein traditioneller Wettkampf, wird seit 1935 jährlich zu Ehren der Helden von 1798 veranstaltet, die beim sogenannten Franzosenüberfall ihr Leben verloren. Der grösste kulturelle Anlass in der Region ist jedoch die Teffli-Rally, die alle zwei Jahre etwa 30'000 Besucher anzieht.

## Verkehr
Die Gemeinde Ennetmoos ist durch den Postautokurs Stans (Bahnhof) – St.Jakob – Kerns – Sarnen (Bahnhof) ans Netz des Öffentlichen Verkehrs angeschlossen. Zudem ist die Autobahn A2 in wenigen Minuten erreichbar.

## Sonstiges
In Ennetmoos soll Heinrich von Winkelried, genannt Schrutan (auch Struthan oder Struth), einen Drachen erlegt haben. Der Wappendrache im Ennermooser Wappen zeugt von dieser Winkelried-Sage. Urkundlich finden sich keine Hinweise auf den Stammsitz der Winkelrieds.

## Söhne und Töchter der Gemeinde
- Josef Blättler (1817–1901), Politiker
- Alois Filliger (1862–1934), Politiker
- Jakob Scheuber (1864–1949), Politiker
- Walter Odermatt (1875–1942), Politiker
- Walter Z'Rotz (1878–1945), Politiker
- Josef Alois Adolf Blättler (1880–1962), Politiker
- Eduard Christen (1931–2015), katholischer Theologe und Dogmatiker
- Roland Gröbli (* 1960), Autor, Historiker und Journalist

## Sehenswürdigkeiten

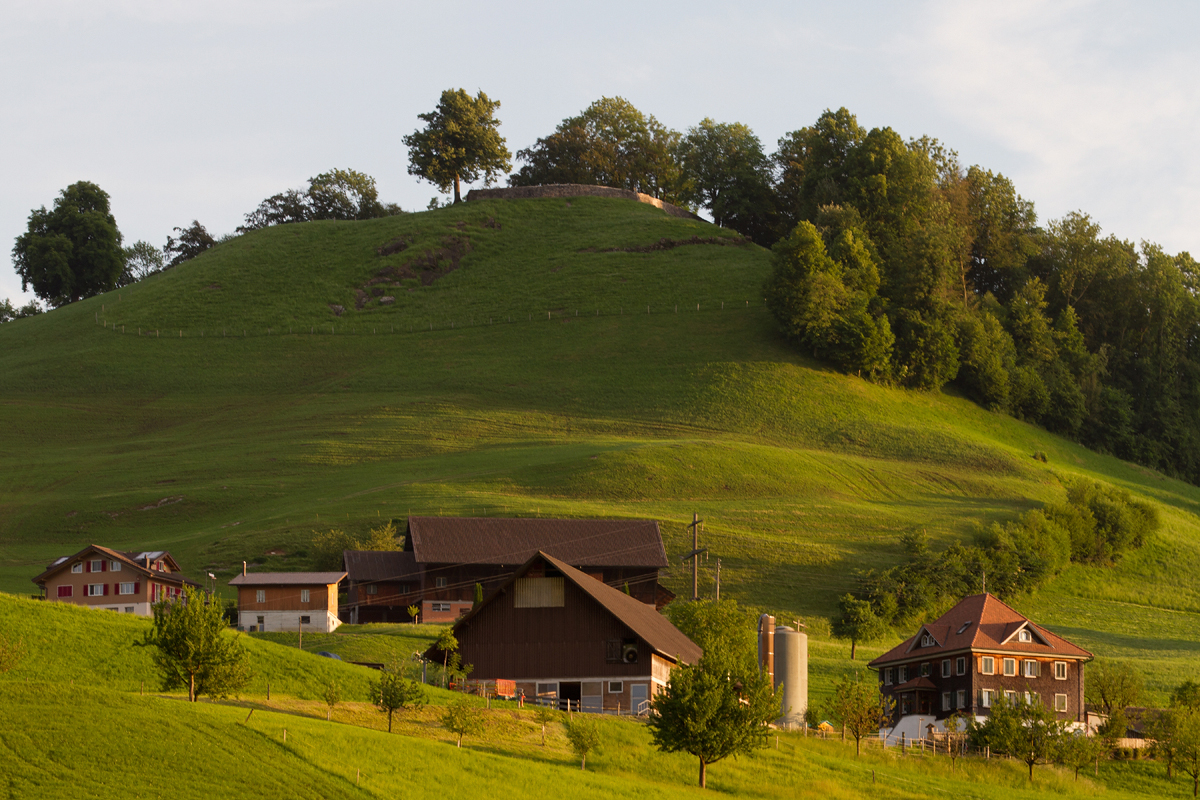
Rotzberg mit Ruine und Herrenhaus
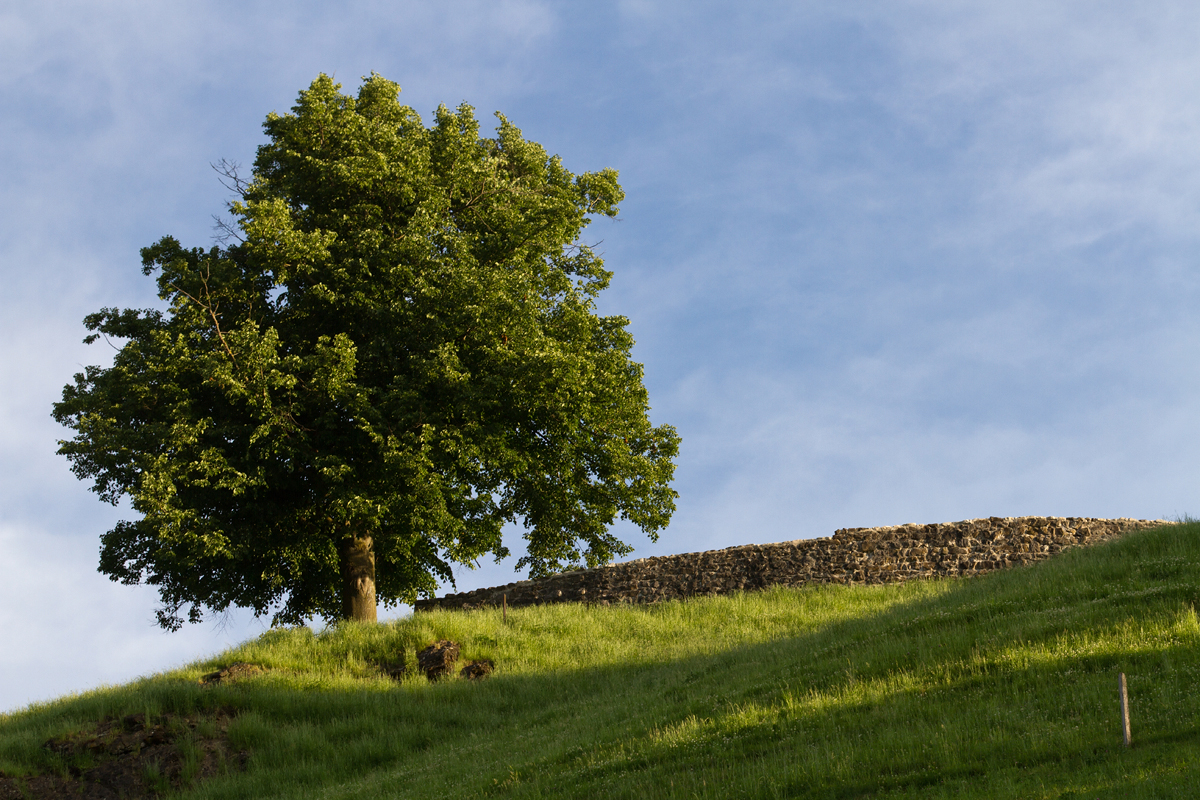
Burgruine Rotzberg
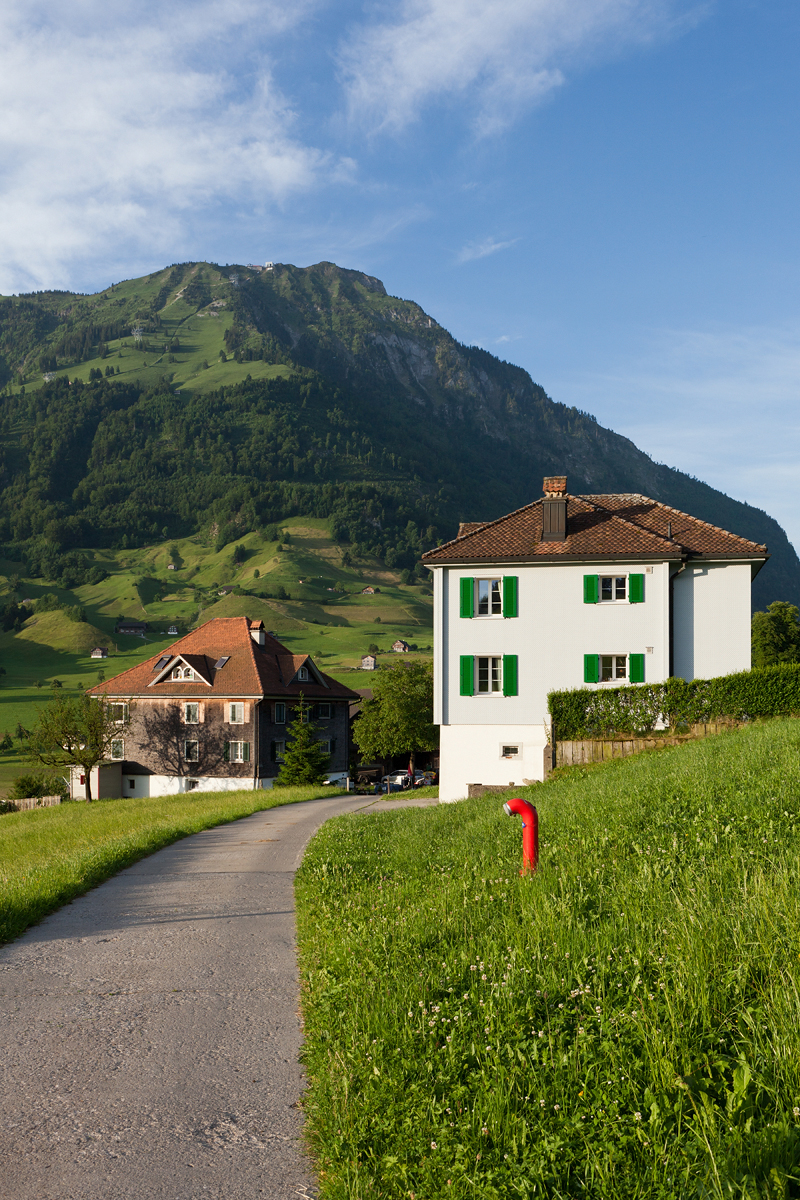
Herrenhaus (links) und Pächterhaus am Rotzberg
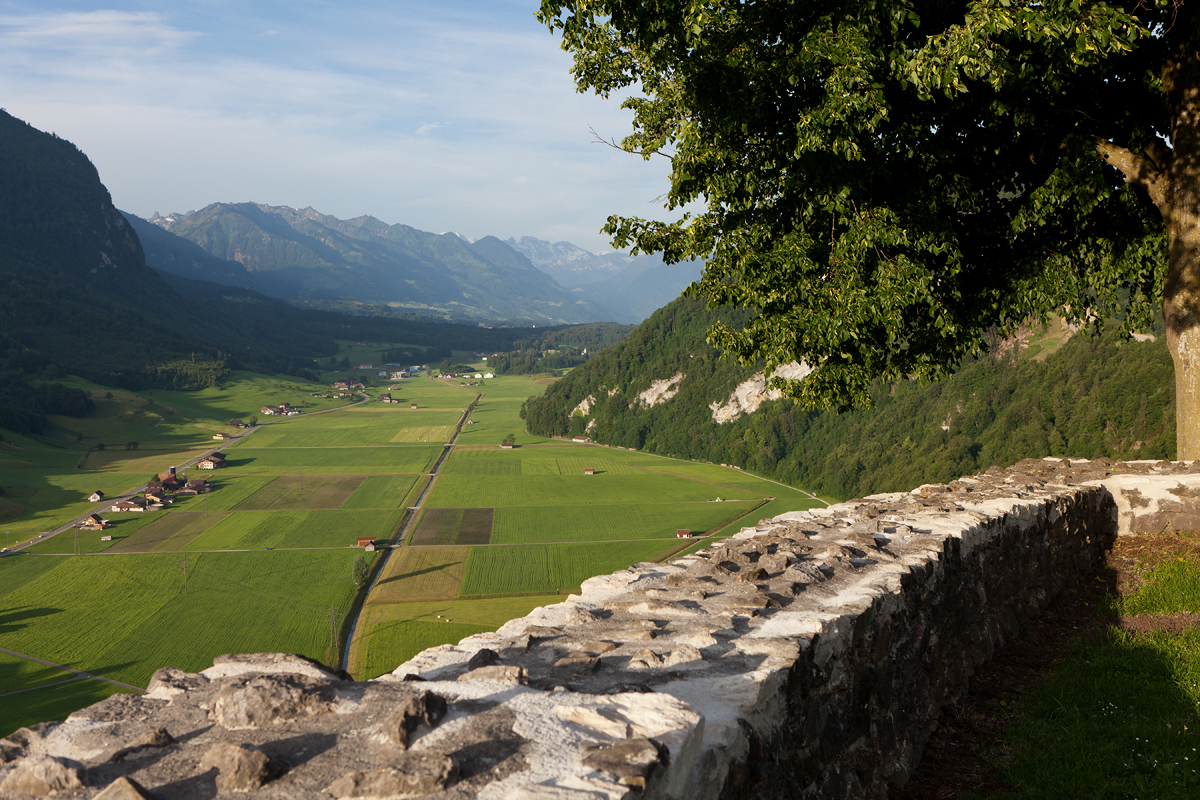
Blick von der Ruine aufs Drachenried
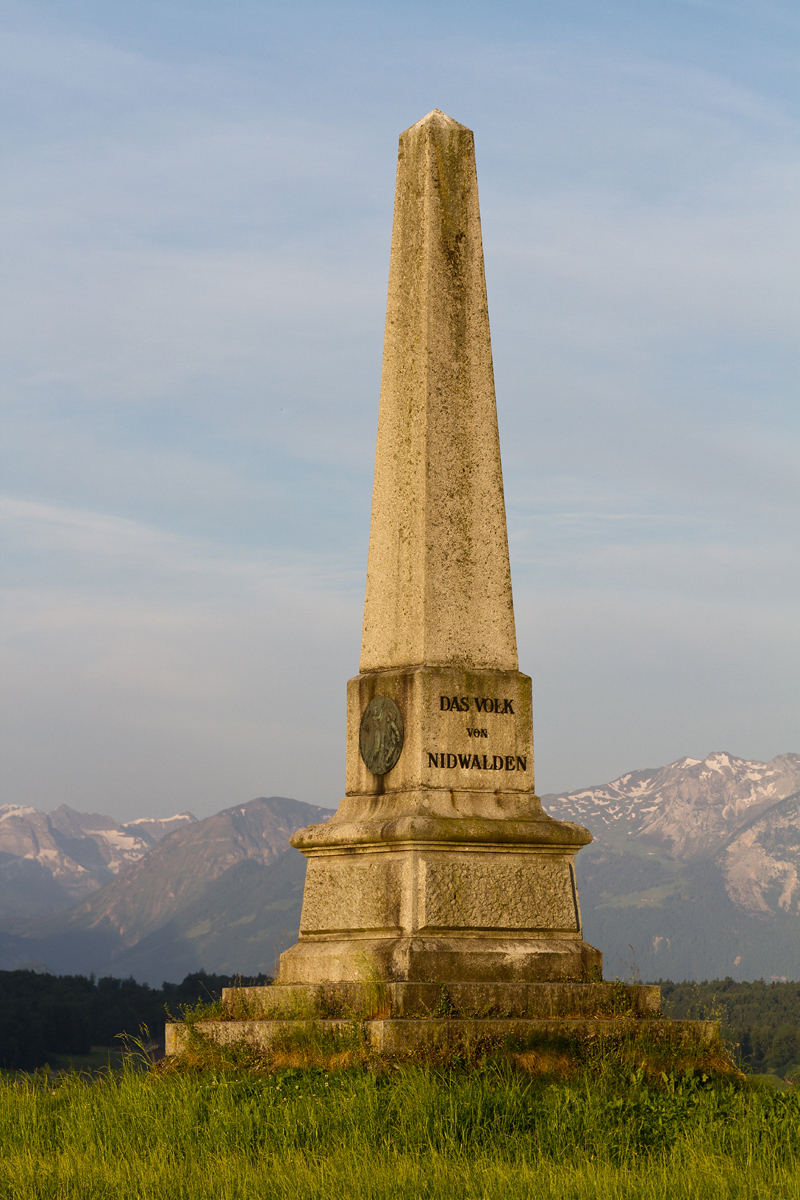
Überfall-Denkmal, Allweg
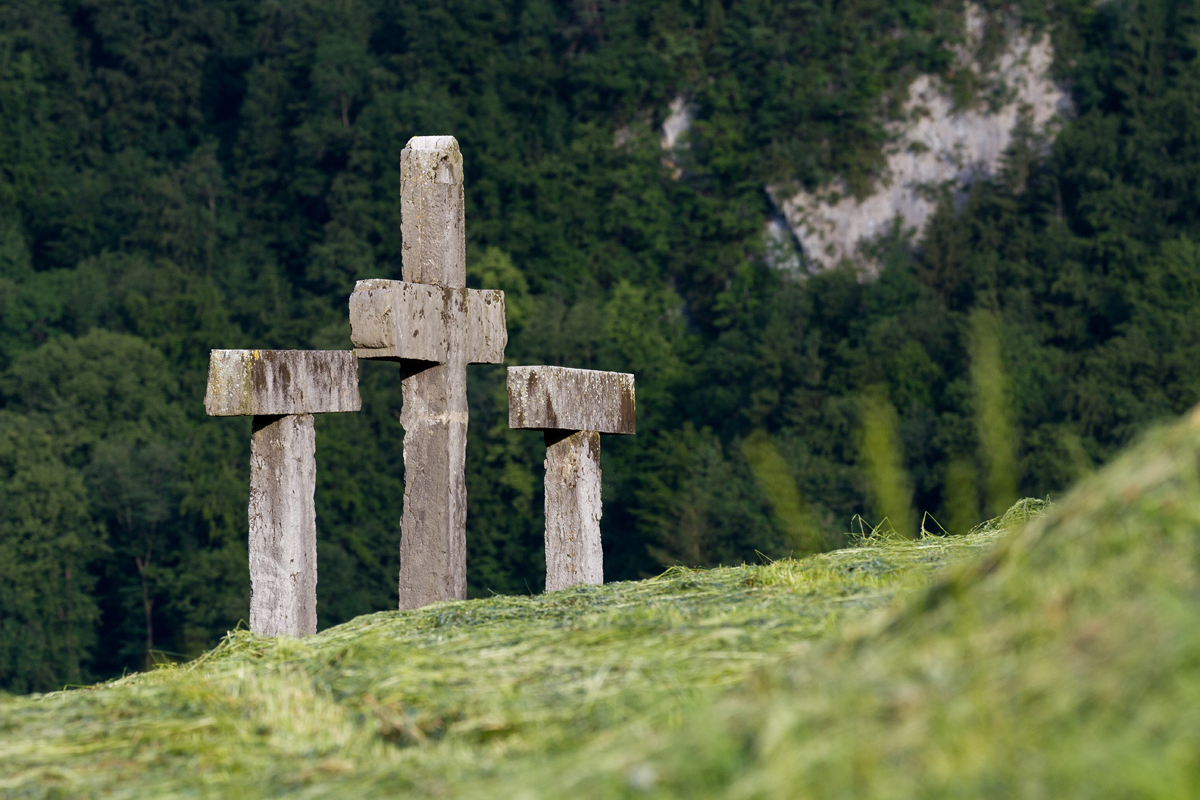
Pestkreuze, Allweg
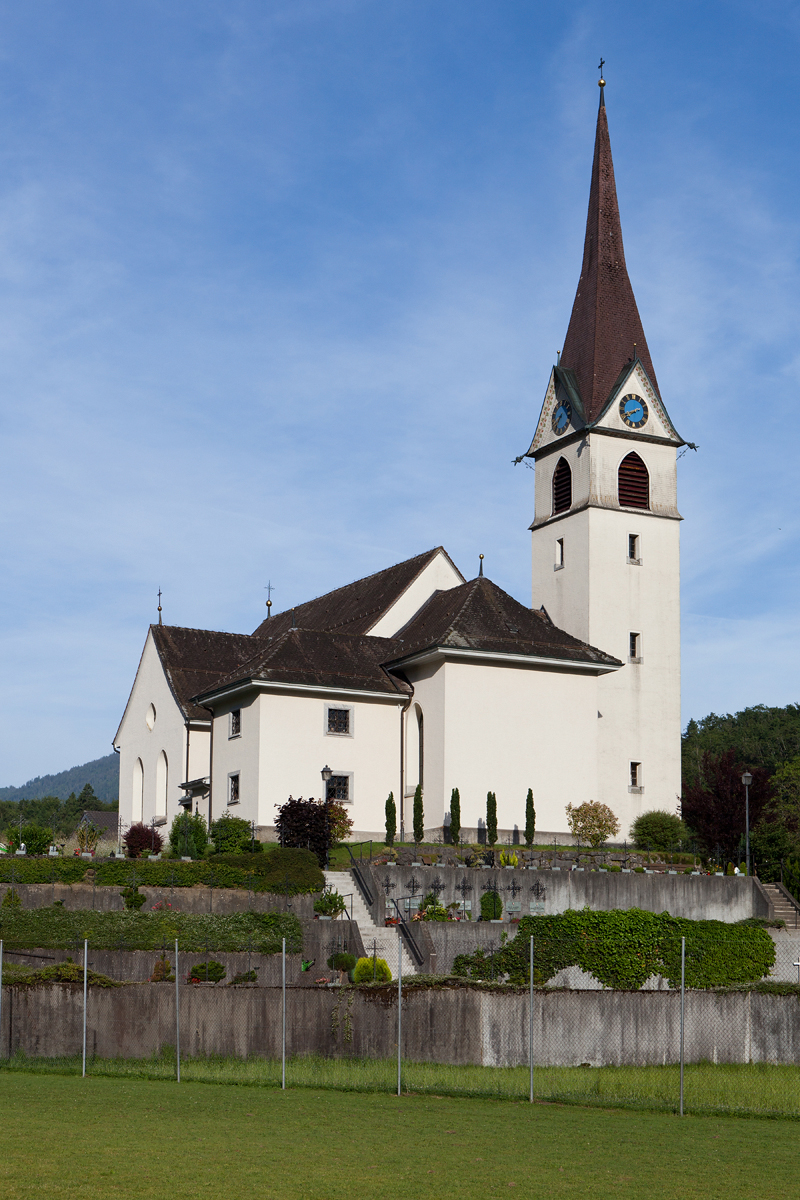
Pfarrkirche St. Jakob
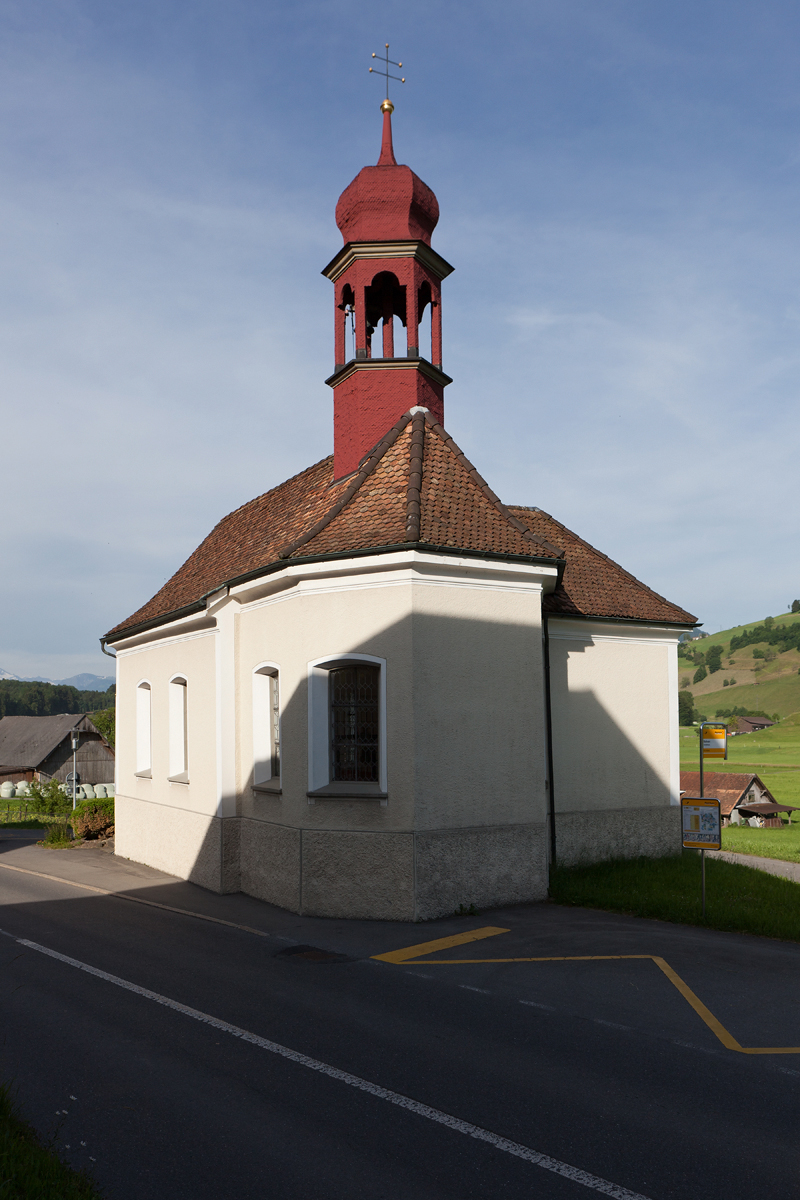
Kapelle St. Leonhard, Rohren